# Plaza de abastos (Cádiz)
La plaza de Abastos o mercado Central de Abastos de Cádiz (España) fue proyectada por Torcuato Benjumeda. Consistió en un cuadrilátero neoclásico a modo de plaza porticada dórica, situado en el solar de la huerta del convento de los Descalzos, hoy plaza de la Libertad, desamortizado en la segunda década del siglo XIX.

## Historia
Durante el mandato de Ramón de Carranza en 1928, el arquitecto sevillano Juan Talavera y Heredia llevó a cabo la transformación de la plaza de abastos. Este fue un proyecto del alcalde anterior, Agustín Blazquez.
Carranza se limitó a disponer que se aceleraran las obras para evitar molestias, así como a la mejora de las condiciones higiénicas de los servicios de abastos bajo la jurisdicción del ayuntamiento. El histórico mercado de la plaza de la Libertad fue inaugurado en 1838. Durante un siglo apenas se hicieron mejoras.
Juan de Talavera, encargado de la obra comenzó el 11 de diciembre de 1926, respetando la antigua estructura con columnas dóricas de cuatro metros. Se iniciaron las obras en el exterior. La presencia de aljibes todavía en uso en el lugar donde debían ir varios de los nuevos cimientos provocaron retrasos en la ejecución. 
Esta remodelación se enmarcaba dentro de un programa denominado "grandes obras" para Cádiz impulsadas por Ramón de Carranza. Este programa comenzó con la primera piedra del grupo escolar de la calle San Rafael y que llevaba el nombre del presidente del gobierno, Miguel Primo de Rivera.
Estos proyectos se completaban con la reforma de la Alameda Apodaca, reanudación del monumento a las Cortes de Cádiz, casa de correos y el dique seco.
El 28 de noviembre de 1926, el Diario de Cádiz publicó el presupuesto de la rehabilitación de la plaza:

"A las 5.30 de la tarde de ayer se reunió la Permanente Municipal, en sesión extraordinaria, convocada para la apertura de pliegos presentados para las grandes obras proyectadas en la ciudad. Preside el alcalde, señor Blazque. Se lee el acta de entrega del único pliego presentado, que es suscrito por José Fariña Farreño y Juan Giral y Mimó, quienes concurren a la subasta de las obras y al suministro de fondos para las mismas que en la convocatoria se indicaba, con la colaboración de la Empresa General de Construcciones S.A. El concursante se compromete a ejecutar las obras en las condiciones que previene el concurso y que importan la cantidad de 10.607.247,68 pesetas para la reforma del Mercado de Abastos".

Una vez iniciada la obra, la zona exterior se finalizó el 1 de noviembre de 1927 y el edificio a fines de 1929.
El alcalde contrató un veterinario para controlar y analizar la calidad de frutas y hortalizas. Por razones estéticas y de sanidad se obligó a los vendedores a llevar indumentaria blanca y con manguitos lo cual provocó un tango de Carnaval.
Ya en el siglo XXI se realizó una profunda remodelación incluyendo zona de restauración para convertirla en un referente turístico.